# 2001 FU185
2001 FU185, também escrito como 2001 FU185, é um objeto transnetuniano (TNO) que está localizado no cinturão de Kuiper, uma região do Sistema Solar. Este corpo celeste é classificado como um plutino, pois, o mesmo está em uma ressonância orbital de 2:3 com o planeta Netuno. O mesmo possui uma magnitude absoluta de 9,0 e tem um diâmetro com cerca de 70 km.

## Descoberta
2001 FU185 foi descoberto no dia 26 de março de 2001 pelo astrônomo Marc W. Buie.

## Órbita
A órbita de 2001 FU185 tem uma excentricidade de 0,114 e possui um semieixo maior de 39,361 UA. O seu periélio leva o mesmo a uma distância de 34,857 UA em relação ao Sol e seu afélio a 43,865 UA.